# Franz Pelikan
Franz Pelikan (* 6. November 1925 in Wien; † 21. März 1994 ebenda) war ein österreichischer Fußballspieler.

## Karriere

### Vereine
Pelikan spielte 14 Jahre lang als Torhüter für drei Wiener Vereine. Von 1946 bis 1958 bestritt er 258 Punktspiele für den SC Wacker Wien, mit dem er am Ende seiner Premierensaison das Double gewann. Danach gehörte er von Januar bis Dezember 1959 dem Ligakonkurrenten Wiener AC an, für den er saisonübergreifend insgesamt zwölf Punktspiele bestritt und mit ihm am 24. Juni 1959 mit 2:0 über den SK Rapid Wien das Finale um den nationalen Vereinspokal gewann. Für seinen letzten Verein, den SK Admira Wien, wurde er vom 6. März bis zum 18. Juni 1960 in sieben Punktspielen eingesetzt.

### Nationalmannschaft
Pelikan kam im Zeitraum von zehn Jahren in sechs Länderspielen für die Nationalmannschaft zum Einsatz. Er debütierte am 4. Mai 1947 in Budapest bei der 2:5-Niederlage im Freundschaftsspiel gegen die Nationalmannschaft Ungarns. Am 11. Juli 1948 verlor er mit seiner Mannschaft das Länderspiel gegen die Nationalmannschaft Schwedens mit 2:3; bei diesem Spielstand wurde er für Walter Zeman (SK Rapid Wien) in der 85. Minute eingesetzt. Im selben Jahr nahm er mit der Mannschaft am olympischen Fußballturnier 1948 in London teil und kam am 2. August an der White Hart Lane, bei der 0:3-Niederlage – erneut gegen die Nationalmannschaft Schwedens – im Achtelfinale zu seinem einzigen Turnierspiel. In den Jahren 1953, 1954 und 1956 bestritt er jeweils ein Länderspiel, wobei er in seinem letzten, bei der 2:3-Niederlage gegen die „Seleção“ am 15. April im Praterstadion, in der 78. Minute für Kurt Schmied eingewechselt wurde. Im Turnier um die Weltmeisterschaft 1954 in der Schweiz gehörte er zum Aufgebot; wurde jedoch nicht eingesetzt.

## Erfolge
Nationalmannschaft
- Weltmeisterschaft 1954: 3. Platz (ohne Turniereinsatz)

SC Wacker Wien
- Zentropacup-Finalist: 1951
- Österreichischer Meister: 1947
- Österreichischer Pokal-Sieger: 1947

Wiener AC
- Österreichischer Pokal-Sieger: 1959